# Histoire d'une rencontre
Série
Les Enfants du vent
(1981) Les Enfants des néons
(1990)
Série
Ayrouwen, l'ivresse d'un voyage à l'intérieur de l'amour
(2006)
Pour plus de détails, voir Fiche technique et Distribution.
Histoire d'une rencontre est un film algérien de 1983 réalisé par Brahim Tsaki,.

## Fiche technique
- Titre original : Hikaya liqa
- Titre français : Histoire d'une rencontre[4]
- Réalisation : Brahim Tsaki
- Scénario : Yamina Kessar
- Compositeur :
- Image : Allel Yahiaoui, Rachid Bouafia
- Musique : Safy Bouttela
- Montage : Rachid Mazouza
- Photo : Gérard de Battista
- Secrétaire de Production : Yamina Kessar
- Expert Gestuel : Jacques Dormant
- Directeur de production :  Mohamed Bayou
- Production : ONCIC (Office National pour le Commerce et l'Industrie Cinématographique) ( Algérie)
- Pays d'origine :  Algérie
- Langue : Français
- Genre : Comédie dramatique
- Durée : 80 minutes
- Dates de sortie : 1983

## Récompenses
- 1985 : Grand Prix Étalon de Yennenga